# Karel Píč
Karel Pic (în esperanto Karolo Pic; n. 6 decembrie 1920, Litomyšl, Pardubice, Cehia – d. 15 august 1995, Litomyšl, Pardubice, Cehia) a fost un proeminent esperantist ceh, membru al Academiei de Esperanto, poet și scriitor de povestiri scurte, eseuri și romane în esperanto.

## Rol în literatura esperanto
Karel Píč a fost un autor de esperanto cunoscut și influent. El a introdus și a folosit multe neologisme, care au fost controversate. Pe lângă neologisme, el a fost remarcat pentru uzul experimental al esperantoului; unii critici consideră că a mers prea departe, descriind felul în care folosește limba esperanto drept „piĉido”, presupunând aproape faptul că ar fi o altă limbă.
Cea mai cunoscuta lucrare, care-i reprezintă experimentele lingvistice. este romanul semiautobiografic La Litomiŝla tombejo („Cimitirul Litomyšl”, 1981), care se află în orașul său natal Litomyšl. La moartea sa, Píč a fost îngropat în acel cimitir, iar piatra de mormânt poartă cuvintele cehe „Esperantský spisovatel” („scriitor esperanto”). La doi ani de la moarte, în 1997, a fost publicat romanul Ordeno de verkistoj.
„Enciclopedia concisă a literaturii originale a esperanto-ului” cuprinde mai multe citate, preluate din declarațiile date de câțiva esperantiști cu mare influență despre importanța La Litomiŝla tombejo. Osmo Buller a scris că „este ceva cu adevărat important în literatura esperanto”, iar Jorge Camacho a pretins că este „probabil cea mai mare realizare a literaturii originale [în esperanto]”. Poetul de esperanto William Auld a inclus romanul pe lista sa de clasici esperanto.